# John Maclay
John Scott Maclay, I visconte Muirshiel (26 ottobre 1905 – 17 agosto 1992) è stato un politico scozzese.

## Biografia
Maclay era il quinto figlio di Joseph Maclay, I barone Maclay, e di sua moglie, Martha Strang. Studiò al Winchester College e al Trinity College (Cambridge). A Cambridge, è stato anche un membro della University Pitt Club.

## Carriera politica
Nel 1940 Maclay è stato eletto deputato per Montrose Burghs. Durante la seconda guerra mondiale, ha comandato la marina mercantile inglese in missione a Washington. Nelle elezioni generali del 1950, Maclay è stato eletto deputato per West Renfrewshire, un posto che ha mantenuto fino al 1964. Ha servito sotto Winston Churchill come ministro dell'aviazione civile e ministro dei trasporti (ottobre 1951-maggio 1952). Nel 1952 è stato ammesso al Consiglio privato.
Nel 1956 è stato nominato Ministro di Stato per le Colonie. Quando Harold Macmillan è diventato Primo Ministro nel mese di gennaio 1957, Maclay è stato nominato Segretario di Stato per la Scozia.
Nel 1964 è stato creato visconte Muirshiel, di Kilmacolm nella Contea di Renfrew.

## Morte
Nel 1930 sposò Betty, figlia di Delaval Graham L'Estrange Astley. Non ebbero figli.
Morì il 17 agosto 1992. Fu sepolto nella tomba di famiglia nel cimitero di Quarrier's Village.